# 65.ª Brigada Mixta (Ejército Popular de la República)
La 65.ª Brigada Mixta fue una unidad del Ejército Popular de la República que participó en la Guerra Civil Española. Compuesta por efectivos del Cuerpo de Carabineros, tuvo una destacada actuación durante la Batalla de Guadalajara.

## Historial
La unidad fue creada en diciembre de 1936 en Orihuela, a partir de efectivos pertenecientes al Cuerpo de Carabineros. Su primer jefe fue el comandante de infantería Germán Madroñero López, sustituido por el comandante de Carabineros Emeterio Jarillo Orgaz una vez que la fase de instrucción finalizó. A mediados de enero de 1937 quedó situada en Villatobas para su participación en una prevista ofensiva sobre Brunete, aunque esta no se llegó a producir y quedó en retaguardia en situación de reserva.
El 15 de marzo fue enviada al frente de Guadalajara, quedando adscrita a la 14.ª División del IV Cuerpo de Ejército. El mando de la unidad pasó al comandante de carabineros Hilario Fernández Recio. El 18 de marzo el 1.er Batallón de la 65.ª BM ocupó el vértice «Parideras», mientras que el 4.º estableció una cabeza de puente sobre el río Tajuña y el 3.° asaltó participó en el asalto sobre Brihuega. Al día siguiente el 2.º batallón de la 65.ª BM alcanzó las elevaciones que dominan Villaviciosa, y el día 20 ocupó la población Yela. Tras el final de los combates la brigada permaneció situada en el frente de Guadalajara.
En junio de 1937 la 65.ª BM ocupó varias posiciones en su sector, como «La Mesilla», «Casa del Guarda», «Fuente de Santa Clara» y «Cabeza de Carro». El 8 de julio se trasladó al sector de Brunete, para intervenir en la ofensiva republicana. Posteriormente regresaría al frente de Guadalajara. En noviembre de 1938 la 65.ª BM fue asignada a la 33.ª División. En marzo de 1939, durante el golpe de Casado, se posicionó a favor de la facción «casadista».

## Mandos
Comandantes
- Comandante de infantería Germán Madroñero López;
- Comandante de Carabineros Emeterio Jarillo Orgaz;
- Comandante de Carabineros Hilario Fernández Recio;
- Comandante de Carabineros Ignacio Grau Altés;
- Comandante de Carabineros Antonio Martínez Rabadán;
- Comandante de Carabineros Francisco Ortuño Gutiérrez;

Comisarios
- José Vázquez Vázquez;[5]
- Rogelio Rodríguez;
- José Vizoso Abad;